# Haunted
Haunted — дебютний студійний альбом американського дез-метал гурту Six Feet Under заснованого Крісом Барнсом після того як він полишив Cannibal Corpse. Виданий лейблом Metal Blade 25 вересня 1995-го.

## Список пісень
| #   | Назва                  | Тривалість |
| --- | ---------------------- | ---------- |
| 1.  | «The Enemy Inside»     | 04:17      |
| 2.  | «Silent Violence»      | 03:34      |
| 3.  | «Lycanthropy»          | 04:41      |
| 4.  | «Still Alive»          | 04:05      |
| 5.  | «Beneath a Black Sky»  | 02:50      |
| 6.  | «Human Target»         | 03:30      |
| 7.  | «Remains of You»       | 03:23      |
| 8.  | «Suffering in Ecstacy» | 02:45      |
| 9.  | «Tomorrow's Victim»    | 03:35      |
| 10. | «Torn to the Bone»     | 02:47      |
| 11. | «Haunted»              | 03:09      |

## Учасники запису
- Кріс Барнс — вокал, ритм-гітара
- Аллен Вест — гітара
- Грег Голл — ударні
- Террі Батлер — бас-гітара